# Elecciones municipales de Nicaragua de 2022
Las elecciones municipales de Nicaragua de 2022 se realizaron el domingo 6 de noviembre. Alcaldes, vicealcaldes y concejales fueron electos para 153 municipios. Las elecciones se caracterizaron por una alta abstención.Según el observatorio de incidencias políticas Urnas Abiertas, en los comicios hubo una participación del 17,33 % y una abstención del 82,67 %. El Frente Sandinista de Liberación Nacional se hizo con el control de todos los municipios.